# Jurançon noir
Pour les articles homonymes, voir Jurançon (homonymie).
Le  jurançon noir est un cépage de raisins noirs.

## Origine et répartition géographique
Le cépage est cultivé principalement dans la région Sud-Ouest. Il fait partie de l'encépagement des appellations Lavilledieu, Estaing, Entraygues-et-du-fel. Aujourd'hui il est en grande régression passant de 12.320 hectares en 1958 à 1.294 hectares en 2004.
Des plantations sont connues en Uruguay.
Le jurançon noir a servi de géniteur du cépage Chenanson. Il est issu du croisement entre la folle blanche et le malbec.
Il ne fait pas partie de l'encépagement du Vignoble du Jurançon.

## Caractères ampélographiques

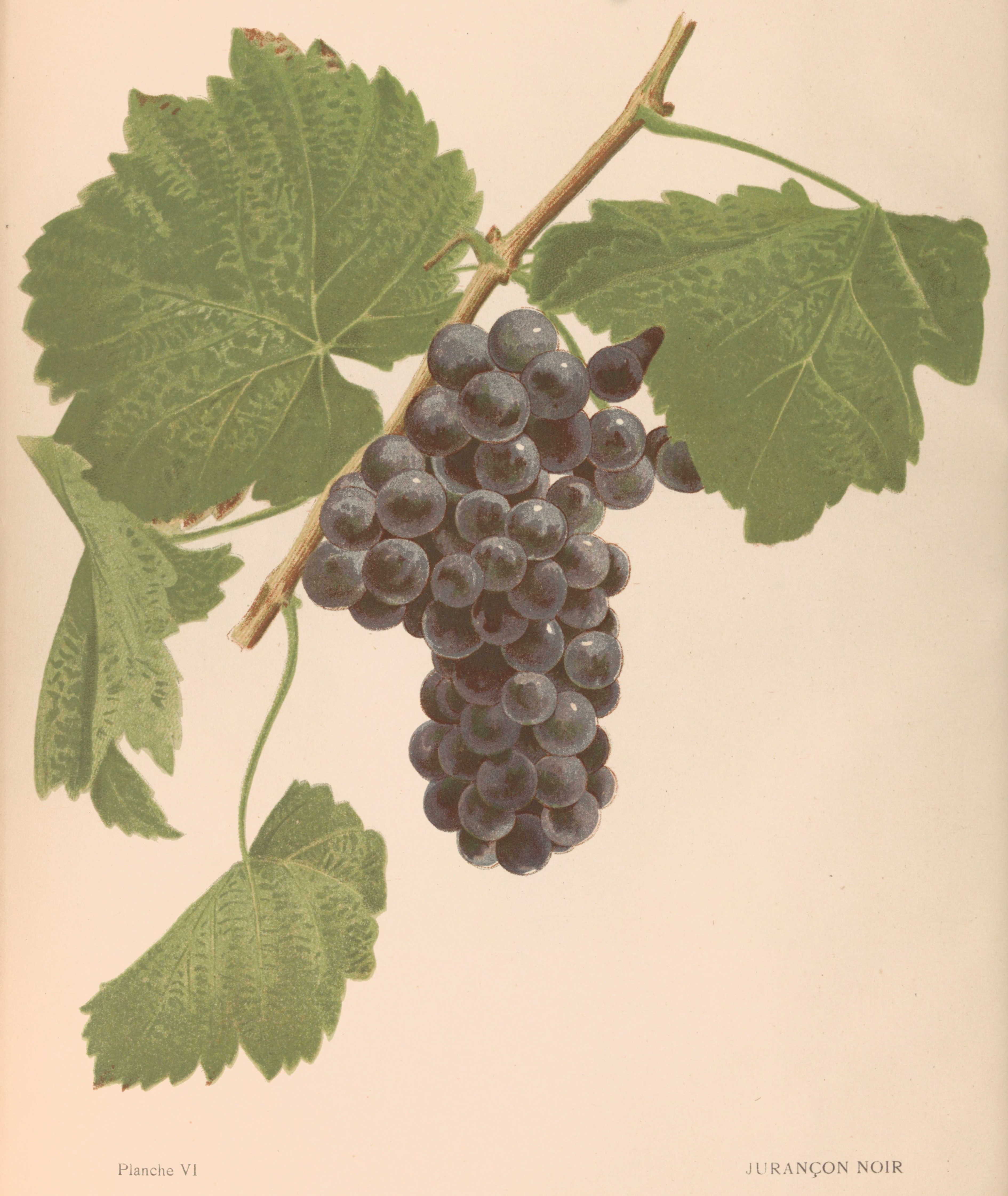
Grappe de Jurançon noir.

- Extrémité du jeune rameau cotonneux blanc à liseré carminé.
- Jeune feuilles duveteuses, jaunâtres à plages bronzées
- Feuilles adultes, à 5 lobes avec un sinus pétiolaire en lyre plus ou moins fermée ou à bords superposés, dents ogivales, petites, un limbe aranéeux.

## Aptitudes culturales
La maturité est de deuxième époque: 20 jours après le chasselas.

## Potentiel technologique
Les grappes sont grosses et les baies sont de taille moyenne. La grappe est tronconique, pignée. Le cépage est vigoureux et productif. Il est très sensible au mildiou, à la pourriture grise et aux vers de la grappe et il craint la sécheresse.
En réduisant considérablement son rendement, il a pu donner des vins bien que faiblement colorés, légers et friands avec des légers arômes de violette.
Trois clones ont été agréés. Ils portent les numéros 438, 571 et 659.

## Synonymes
Le jurançon noir est connu sous les noms de:
- Arrivet
- Cahors
- Chalosse noire
- Charge-fort
- Dame Noire
- Dégoutant
- Enrageat
- Fola belcha
- Folle noire
- Folle rouge
- Gamay
- Gamay Moutot
- Giranson
- Gouni
- Grand Noir
- Gros grapput
- Gouni
- Jalosse
- Jurançon rouge
- Luxuriant (en Aveyron)
- Moutot
- Nanot
- Nochant
- Nos champs
- Petit noir
- Piquepout rouge
- Plant de Dame
- Plant de Dame blanc
- Plant Quillat
- Quillat
- Quillard
- Quillard rouge
- Saintongeais
- Sans-pareil
- Vidiella (en Uruguay)